# Ribeirão Jangada
Der Ribeirão Jangada ist ein etwa 66 km langer rechter Nebenfluss des Rio Piquiri im Nordwesten des brasilianischen Bundesstaats Paraná.

## Geografie

### Lage
Das Einzugsgebiet des Ribeirão Jangada befindet sich auf dem Terceiro Planalto Paranaense (Dritte oder Guarapuava-Hochebene von Paraná).

### Verlauf
Sein Quellgebiet liegt im Munizip Perobal auf 395 m Meereshöhe etwa 2 km südlich der Ortsmitte in der Nähe der Estrada Iria.
Der Fluss verläuft in südwestlicher Richtung. Er durchquert das Munizip Cafezal do Sul und anschließend das Munizip Iporã. Hier mündet er auf 239 m Höhe von rechts in den Rio Piquiri. Er ist etwa 66 km lang.

### Munizipien im Einzugsgebiet
Am Ribeirão Jangada liegen die drei Munizipien
- Perobal
- Cafezal do Sul
- Iporã.